# 可控飛行撞地
可控飛行撞地（英文：Controlled flight into terrain，簡稱CFIT）為航空事故的一種原因，意義為一架客機或者貨機能由飛行員正常控制，但卻因為一些失誤而撞上地面、水面或者山壁導致墜毀。這個名詞是由波音的工程師在1970年代發明。
這種意外大多數都是因飛行員失誤引起，但也很有可能是機場塔台指示錯誤或者是航空公司對飛行員訓練不足導致的，如紐西蘭航空901號班機空難、加魯達航空152號班機空難、復興航空235號班機空難等就是飛行員失誤所引發的空難。

## 可控飛行撞地的意外事件（按时间顺序）
- 濟南號空難（1931年11月19日）
- 扎巴依喀勒山空难（1949年8月25日）
- 1949年法國航空星座式客機空難（1949年10月28日）
- 漢莎航空502號班機空難（1959年1月11日）
- 泛美航空151號班機空難（1951年6月21日）
- 美國航空320號班機空難（1959年2月3日）
- 蘇聯民航721號班機空難（1964年9月2日）
- 聯合航空389號班機空難（1965年8月16日）
- 泛美航空292號班機空難（1965年9月17日）
- 美國航空382號班機空難（1965年11月8日）
- 泰國國際航空601號班機空難（1967年6月30日）
- 民航公司010號班機空難（1968年2月16日）
- 中華航空227號班機空難（1969年1月2日）
- 中華航空206號班機空難（1970年8月12日）
- 烏拉圭空軍571號班機空難（1972年10月13日）
- 東方航空401號班機空難（1972年12月29日）
- 達美航空723號班機空難（1973年7月31日）
- 環球航空514號班機空難（1974年12月1日）
- 東北航空823號班機空難（1975年2月1日）
- 紐西蘭航空901號班機空難（1979年11月28日）
- 伊內克斯-亞得里亞航空1308號班機空難（1981年12月1日）
- 朝鮮民航伊爾-62空難（1983年7月1日)
- 哥倫比亞航空11號班機空難（1983年11月27日）
- 馬來西亞航空684號班機事故（1983年12月18日）
- 西班牙國家航空610號班機空難（1985年2月19日）
- 哥倫比亞航空410號班機空難（1988年3月17日）
- 印度人航空113號班機空難（1988年10月19日）
- 飛虎航空66號班機空難（1989年2月19日）
- 蘇里南航空764號班機空難（1989年6月7日）
- 中華航空204號班機空難（1989年10月26日）
- 印度人航空605號班機空難（1990年2月14日）
- 中華民國空軍1905號班機空難（1990年8月21日）
- 巴基斯坦國際航空268號班機空難（1992年9月28日）
- 韓亞航空733號班機空難（1993年7月26日）
- 中國北方航空6901號班機空難（1993年11月13日）
- 中華航空140號班機空難（1994年4月26日）
- 復興航空510A號班機空難（1995年1月30日）
- 美國航空1572號班機空難（1995年11月12日）
- 美國航空965號班機空難（1995年12月20日）
- 美國空軍IFO21號班機空難（1996年4月3日）
- 國華航空7613號班機空難（1996年4月5日）
- 伏努科沃航空2801號班機空難（1996年8月29日）
- 中國南方航空3456号班机空难（1997年5月8日）
- 大韓航空801號班機空難（1997年8月6日）
- 加魯達航空152號班機空難（1997年9月26日）
- 中華航空676號班機空難（1998年2月16日）
- 國華航空7623號班機空難（1998年3月18日）
- 法國航空422號班機空難（1998年4月20日）
- 十字航空3597号班机空难（2001年11月24日）
- 中國國際航空129號班機空難（2002年4月15日）
- 2002年烏克蘭航展事故（2002年7月27日）
- 土耳其航空634号班机（2003年1月8日）
- 法國航空5672號班機空難（2003年6月22日）
- 政府飛行服務隊B-HRX墜毀事故（2003年8月26日）
- 亞美尼亞航空967號班機空難（2006年5月3日）
- 2010年波蘭空軍101號班機空難（2010年4月10日）
- 河南航空8387号班机空难（2010年8月24日）
- 泛非航空771号班机空难（2010年5月12日）
- RusAir 9605号班机空难（2011年6月20日）
- 韩亚航空214号班机空难（2013年7月6日）
- UPS航空1354号班机空难（2013年8月14日）
- 復興航空222號班機空難（2014年7月23日）
- 復興航空235號班機空難（2015年2月4日）
- 中国东方航空5443号班机事件（2016年5月1日）
- 2020年中華民國空軍UH-60M黑鷹直升機墜毀事故（2020年1月2日）
- 2020年卡拉巴薩斯S-76B墜毀事故（2020年1月26日）
- 2023年布羅瓦里歐直EC225直升機墜毀事故（2023年1月18日）

## 外部連結
- CFIT articles in SKYbrary: The single point of reference in the network of aviation safety knowledge
- Aviation occurrence categories: Definitions and usage notes （页面存档备份，存于） (CAST/ICAO)